# Centre d’études francoprovençales «René Willien»

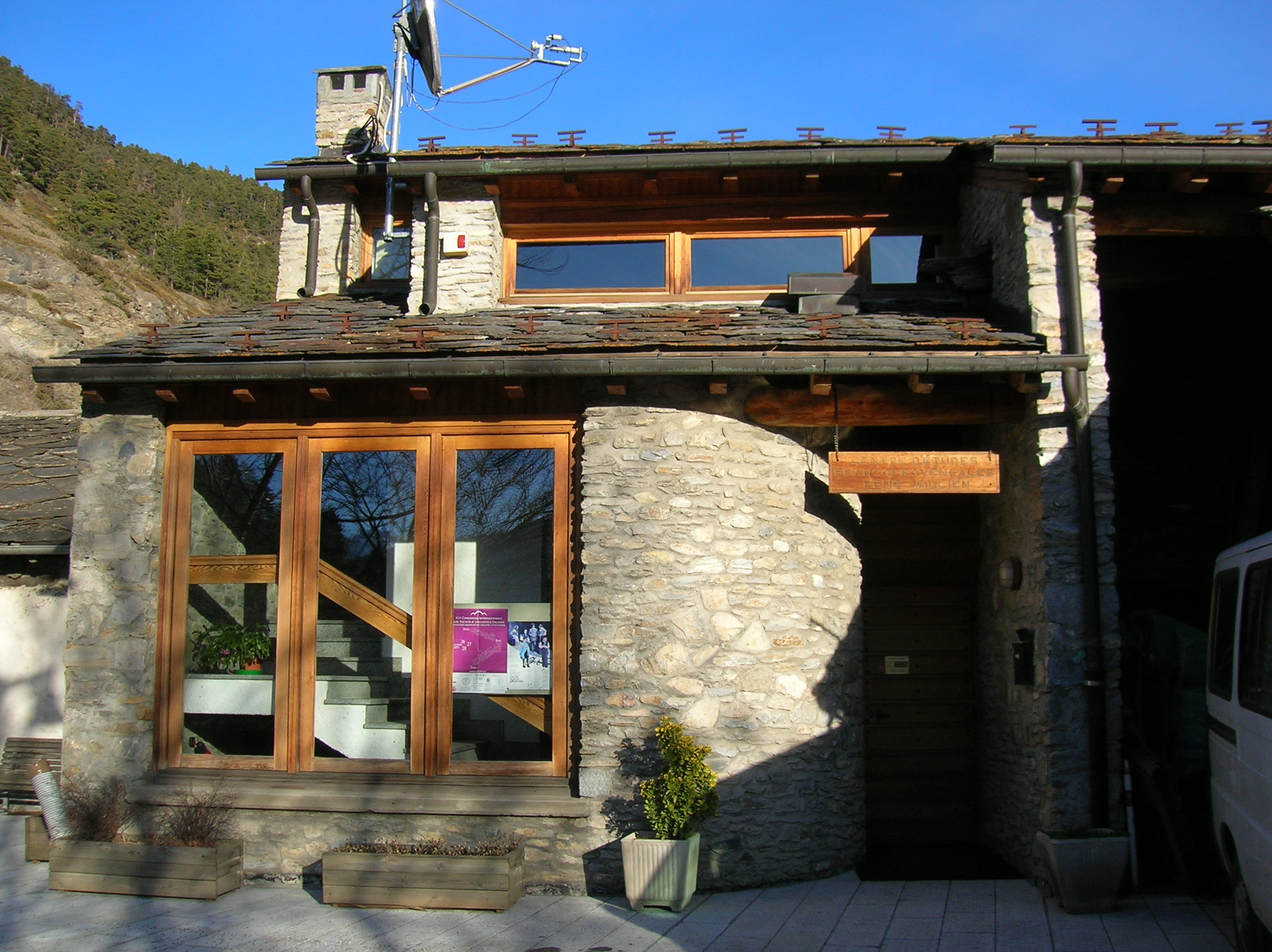
Sitz des Instituts in Saint-Nicolas, Aostatal

Das Centre d’études francoprovençales «René Willien» (CEFP) ist eine Kulturinstitution im italienischen Aostatal.
Die 1967 vom Fotografen, Schriftsteller und Sprachaktivisten René Willien (1916–1979) gegründete Organisation setzt sich für die Pflege und Erhaltung des valdostanischen Dialekts des Frankoprovenzalischen ein und fördert die sprachwissenschaftliche Forschung zum gesamten frankoprovenzalischen Sprachraum. Das Institut hat seinen Sitz in der Gemeinde Saint-Nicolas.
Das CEFP arbeitet mit Institutionen und Universitäten in verschiedenen Ländern zusammen, besonders mit dem Bureau régional pour l’ethnologie et la linguistique (BREL) in Aosta; es beteiligt sich an linguistischen und kulturwissenschaftlichen Forschungsprojekten und führt jährlich ein eigenes wissenschaftliches Kolloquium durch.
Es organisiert den 1963 gegründeten Wettbewerb Concours Cerlogne für Poesie, Theater und Musik, bei dem Werke im frankoprovenzalischen Patois prämiert werden. Der Name des Anlasses bezieht sich auf den Mundartdichter und Dialektologen Jean-Baptiste Cerlogne (1826–1910) aus Saint-Nicolas.
Nach dem Tod von René Willien im Jahr 1979 war der Historiker und Dialektologe Alexis Bétemps während 30 Jahren der Leiter des Instituts. Im Jahr 2010 trat die Anthropologin Christiane Dunoyer aus Aosta seine Nachfolge an.
Die aus dem Aostatal stammende Romanistin Federica Diémoz war bis zu ihrem Tod im Jahr 2019 Vizepräsidentin des Forschungszentrums.